# 利波韋齊 (亞沃里夫區)
50°2′37″N 23°14′14″E / 50.04361°N 23.23722°E
利波韋齊（烏克蘭語：Липовець），是烏克蘭的村落，位於該國西部利沃夫州，由亞沃里夫區負責管轄，面積0.84平方公里，海拔高度256米，2001年人口161，人口密度每平方公里191.7人。